# Doris Filmgenipris
Doris Filmgenipris är ett filmpris som sedan 2009 delas ut till en kvinnlig filmare,  manusförfattare, skådespelare eller regissör av filmnätverket Doris Film. 
Doris film har sedan 1999 arbetat för att förändra filmbranschen till att bli en mer jämställd filmbransch.

## Historik
Doris Film skrev 2003 världshistoriens första filmmanifest författat av kvinnor. Manifestet skrevs med syftet att undersöka hur filmer skulle kunna se ut om kvinnor i högre grad var med i filmproduktioner, och för att ge samma villkor till kvinnor som män inom film, och att förändra attityder och strukturer i branschen, samt ge ett visuellt bidrag till den allmänna debatten. 

## Dorismanifestet
- Manus ska vara skrivna av kvinnor.
- Filmerna ska ha minst en kvinnlig huvudroll.
- Konstnärliga A-funktioner ska besättas av kvinnor.
- Originalmusiken ska komponeras av kvinnor.

## Pristagare
- 2009 Andrea Östlund
- 2010 Hanna Sköld
- 2011 Christina Herrström
- 2012 Ewa Cederstam
- 2013 Bianca Kronlöf
- 2014  Stina Gardell
- 2015 Lisa Holmqvist
- 2016 China Åhlander
- 2017 Anna Bjelkerud
- 2019 Anna Erlander